# Biografielijst Vl

## Vla
- Bert van Vlaanderen (1964), Nederlands atleet
- Aad Vlaar (1934-2025), Nederlands burgemeester
- Ron Vlaar (1985), Nederlands voetballer
- Vlad III Tepes (1431-1476), prins van Walachije
- Vladimir Aleksandrovitsj Romanov (1847-1909), derde zoon van tsaar Alexander II van Rusland
- Erik De Vlaeminck (1945-2015), Belgisch wielrenner
- Roger De Vlaeminck (1947), Belgisch wielrenner
- Sees Vlag (1934-2018), Nederlands kunstenaar en graficus
- Gerry Vlak (1996), Nederlands voetballer
- Kees Vlak (76), Nederlands componist en trompettist
- Monique Vlaminck-Moreau (1949), Belgisch politicus
- Albert Vlamynck (1886-1947), Belgisch historicus, hoogleraar en Vlaams activist
- Fanny Vlamynck (1934), Belgisch stripauteur
- Honoré Vlamynck (1897-1974), Belgisch voetballer
- Goran Vlaović (1972), Kroatisch voetballer
- Nikola Vlašić (1997), Kroatisch voetballer
- Andrej Vlasov (1900-1946), Russisch militair

## Vle
- John Hasbrouck van Vleck (1899-1980), Amerikaans natuurkundige en Nobelprijswinnaar
- Rudolf Vleeskruijer (1916-1966), Nederlands taalkundige
- Corine Vlek-de Wit, Nederlands softbalspeelster
- Björn Vleminckx (1985), Belgisch voetballer
- Kobe Vleminckx (1998), Belgisch atleet
- Leon Vlemmings (1970), Nederlands voetballer en voetbaltrainer
- Johan Vlemmix (1959), Nederlands activist en autohandelaar
- Yvonne van Vlerken (1978), Nederlands triatleet en duatleet
- Diederik van Vleuten (1961), Nederlands cabaretier

## Vlh
- Petra Vlhová (1995), Slowaaks alpineskiester

## Vli

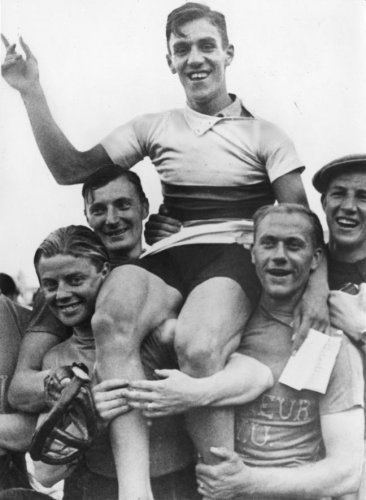
Arie van Vliet

- Emiel Vliebergh (1872-1925), Belgisch rechtsgeleerde, econoom, hoogleraar en bestuurder
- Kristof Vliegen (1982), Belgisch tennisser
- Willem Vliegen (1862-1947), Nederlands journalist, politicus en publicist
- Kirsten Vlieghuis (1976), Nederlands zwemster
- Jef Vliers (1932-1994), Belgisch voetballer en trainer
- Bas van der Vlies (1942-2021), Nederlands politicus
- Arie van Vliet (1916-2001), Nederlands wielrenner
- Dieuw van Vliet (1887 - 1974), Nederlands verzetsstrijder
- Dominique van Vliet (1968), Nederlands actrice
- Gerrit van Vliet (1882-1952), Nederlands wielrenner
- Nel van Vliet (1926-2006), Nederlands zwemster
- Paul van Vliet (1935-2023), Nederlands cabaretier
- Stefanie van Vliet (1967), Nederlands politica en bestuurder
- Jan van Vlijmen (1935-2004), Nederlands componist
- Arie van der Vlis (1940-2020), Nederlands chef Defensiestaf

## Vlk
- Miloslav Vlk (1932-2017), Tsjechisch aartsbisschop

## Vlo
- Sanne Vloet (1995), Nederlands model
- Adriaan Vlok (1937-2023), Zuid-Afrikaans politicus
- Menno Vloon (1994), Nederlands atleet
- Betsy van Vloten (1862-1946), echtgenote van Willem Witsen
- Johannes van Vloten (1818-1883), Nederlands theoloog, taal- en letterkundige en historicus
- Willem Antony van Vloten (1740-1809), Nederlands godsdienstleraar en Bijbelvertaler
- Nienke Vlotman (1976), Nederlands paralympisch sportster
- Dick Vlottes (1932-2022), Nederlands striptekenaar

## Vlu
- Peter Vlug (1931-2022), voorzitter van Stichting Opwekking
- Peter Vlug (1957), Nederlands evangelisch voorganger, muzikant, evenementenorganisator, politicus en ondernemer
- Jeffrey Vlug (1986), Nederlands voetballer
- Bram van der Vlugt (1934-2020), Nederlands acteur